# Casper, det snälla spöket
Casper, det snälla spöket (originaltitel Casper the Friendly Ghost) är en animerad figur skapad av Seymour Reit och Joe Oriolo.
Under 1940- och -50-talen gjordes 55 kortfilmer, Casper cartoons och under 1960-talet gjordes 26 avsnitt av The New Casper Cartoon Show, alla dessa har sedan dess släppts på dvd.
1995 kom en otecknad långfilm, Casper, med bland andra Christina Ricci, Bill Pullman och Eric Idle. Den följdes sedan av flera filmer: Casper – Det magiska äventyret 1997, Casper möter Wendy 1998, Caspers spöklika jul 2000 och Casper's Scare School 2006 (senare även en TV-serie 2009).
Det har även kommit några datorspel med Casper, Casper 1996, Casper: Spirit Dimensions 2001, Casper and the Ghostly Trio 2006 och Casper's Scare School 2008.